# Папский Фанон (облачение)

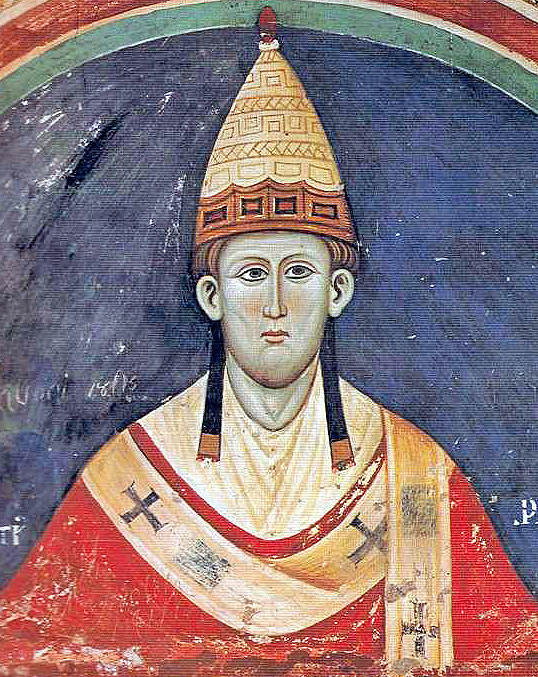
Папа Иннокентий III с фаноном на плечах (фреска, около 1219 года)

Фанон — деталь литургического облачения папы римского. Круглая шёлковая накидка на плечи, украшенная узкими золотыми и красными лентами, носимая во время торжественной мессы. Спереди вышивается крест, обычно — золотой. Фанон надевается поверх папского облачения, состоящего из амикта, альбы, пояса, субцинктория, наперсного креста, столы, туники, далматики, казулы и собственно фанона; поверх него надевается паллий. После II Ватиканского собора фанон хотя и не был упразднен, однако его употребление стало эпизодическим.

## Использование фанона
Со времён Папы Павла VI фанон употреблялся считанное число раз.
Иоанн Павел II за время своего понтификата использовал фанон один раз, 22 ноября 1984 года в базилике Санта-Чечилия.
21 октября 2012 года на мессе посвящённой канонизации святых папа римский Бенедикт XVI, впервые за годы своего понтификата появился в фаноне. Второй раз папа Бенедикт XVI использовал фанон на Рождественской Мессе 25 декабря 2012 года. Третий раз Бенедикт XVI надел фанон на праздник Богоявления 6 января 2013 года, на рукоположение четырёх новых епископов.